# Germany's Next Topmodel (mùa 9)
Germany's Next Topmodel, Mùa 9 là mùa thứ chín của Germany's Next Topmodel (thường được viết tắt là GNTM) được phát sóng trên mạng lưới truyền hình Đức ProSieben. Chương trình bắt đầu phát sóng vào ngày 6 tháng 2 năm 2014.
Người chiến thắng của mùa giải này là Stefanie Giesinger, 17 tuổi từ Kaiserslautern. Cô giành được: 1 hợp đồng người mẫu với OneEins GmbH Management, lên ảnh bìa tạp chí Cosmopolitan và 1 chiếc Opel Adam.

## Các thí sinh
(Tuổi tính từ ngày dự thi)
| Thí sinh           | Tuổi | Chiều cao               | Quê quán            | Bị loại ở | Hạng                  |
| ------------------ | ---- | ----------------------- | ------------------- | --------- | --------------------- |
| Lisa Seibert       | 18   | 1,78 m (5 ft 10 in)     | Wiesbaden           | Tập 1     | 25-24                 |
| Jill Schmitz       | 22   | 1,77 m (5 ft 9+1⁄2 in)  | Pétange, Luxembourg | Tập 1     | 25-24                 |
| Pauline Cottin     | 18   | 1,78 m (5 ft 10 in)     | Trier               | Tập 2     | 23-21 (dừng cuộc thi) |
| Laura Haas         | 19   | 1,76 m (5 ft 9+1⁄2 in)  | München             | Tập 2     | 23-21 (dừng cuộc thi) |
| Ina Bartak         | 21   | 1,76 m (5 ft 9+1⁄2 in)  | München             | Tập 2     | 23-21 (dừng cuộc thi) |
| Fata Hasanovic     | 18   | 1,76 m (5 ft 9+1⁄2 in)  | Berlin              | Tập 2     | 20 (dừng cuộc thi)    |
| Franziska Wimmer   | 17   | 1,84 m (6 ft 1⁄2 in)    | Neumarkt-Sankt Veit | Tập 2     | 19                    |
| Laura Kristen      | 18   | 1,76 m (5 ft 9+1⁄2 in)  | Schauenstein        | Tập 3     | 18                    |
| Emma Kahlert       | 16   | 1,76 m (5 ft 9+1⁄2 in)  | Heidelberg          | Tập 4     | 17                    |
| Antonia Balzer     | 16   | 1,76 m (5 ft 9+1⁄2 in)  | Hoppegarten         | Tập 5     | 16                    |
| Simona Hartl       | 17   | 1,76 m (5 ft 9+1⁄2 in)  | Roding              | Tập 6     | 15-14                 |
| Jana Heinisch      | 19   | 1,76 m (5 ft 9+1⁄2 in)  | Bremen              | Tập 6     | 15-14                 |
| Sainabou Sosseh    | 16   | 1,77 m (5 ft 9+1⁄2 in)  | Bremen              | Tập 7     | 13                    |
| Lisa Gelbrich      | 17   | 1,76 m (5 ft 9+1⁄2 in)  | Harztor             | Tập 8     | 12                    |
| Sarah Weinfurter   | 16   | 1,76 m (5 ft 9+1⁄2 in)  | Kassel              | Tập 10    | 11                    |
| Anna Wilken        | 17   | 1,81 m (5 ft 11+1⁄2 in) | Wittmund            | Tập 11    | 10 (dừng cuộc thi)    |
| Samantha Brock     | 17   | 1,79 m (5 ft 10+1⁄2 in) | Berlin              | Tập 11    | 9                     |
| Nancy Nagel        | 21   | 1,78 m (5 ft 10 in)     | Bavaria             | Tập 13    | 8-7                   |
| Karlin Obiango     | 17   | 1,76 m (5 ft 9+1⁄2 in)  | Ludwigshafen        | Tập 13    | 8-7                   |
| Nathalie Volk      | 16   | 1,75 m (5 ft 9 in)      | Soltau              | Tập 14    | 6-4                   |
| Betty Taube        | 18   | 1,76 m (5 ft 9+1⁄2 in)  | Trebbin             | Tập 14    | 6-4                   |
| Aminata Sanogo     | 18   | 1,78 m (5 ft 10 in)     | Bergisch Gladbach   | Tập 14    | 6-4                   |
| Ivana Teklic       | 18   | 1,78 m (5 ft 10 in)     | Bad Homburg         | Tập 15    | 3                     |
| Jolina Fust        | 16   | 1,81 m (5 ft 11+1⁄2 in) | Hamburg             | Tập 15    | 2                     |
| Stefanie Giesinger | 17   | 1,77 m (5 ft 9+1⁄2 in)  | Kaiserslautern      | Tập 15    | 1                     |

## Thứ tự gọi tên
| 1  | Anna      | Nancy     | Antonia              | Antonia Ivana Nancy Nathalie Sainabou | Ivana    | Jana     | Aminata Betty Ivana Nathalie | Karlin   | Aminata  | Stefanie             | Karlin         | Karlin   | Betty    | Ivana    | Jolina   | Stefanie | Stefanie |  |  |  |  |  |
| 2  | Betty     | Pauline   | Aminata              | Antonia Ivana Nancy Nathalie Sainabou | Antonia  | Anna     | Aminata Betty Ivana Nathalie | Ivana    | Betty    | Nathalie             | Aminata        | Stefanie | Ivana    | Aminata  | Ivana    | Jolina   | Jolina   |  |  |  |  |  |
| 3  | Nancy     | Stefanie  | Samantha             | Antonia Ivana Nancy Nathalie Sainabou | Lisa G.  | Sarah    | Aminata Betty Ivana Nathalie | Jolina   | Ivana    | Karlin               | Nancy          | Betty    | Jolina   | Stefanie | Stefanie | Ivana    |          |  |  |  |  |  |
| 4  | Franziska | Nathalie  | Jolina               | Antonia Ivana Nancy Nathalie Sainabou | Simona   | Jolina   | Aminata Betty Ivana Nathalie | Anna     | Nancy    | Anna                 | Jolina         | Nancy    | Nancy    | Jolina   | Betty    |          |          |  |  |  |  |  |
| 5  | Simona    | Sainabou  | Simona               | Antonia Ivana Nancy Nathalie Sainabou | Jana     | Aminata  | Jolina                       | Nancy    | Samantha | Jolina               | Stefanie       | Aminata  | Stefanie | Nathalie | Nathalie |          |          |  |  |  |  |  |
| 6  | Aminata   | Simona    | Emma                 | Aminata                               | Betty    | Nancy    | Sainabou                     | Betty    | Anna     | Aminata              | Ivana          | Ivana    | Nathalie | Betty    | Aminata  |          |          |  |  |  |  |  |
| 7  | Ivana     | Jolina    | Karlin               | Lisa G.                               | Anna     | Karlin   | Anna                         | Lisa G.  | Jolina   | Ivana                | Anna           | Jolina   | Karlin   | Karlin   |          |          |          |  |  |  |  |  |
| 8  | Antonia   | Lisa G.   | Nathalie             | Samantha                              | Samantha | Betty    | Stefanie                     | Samantha | Stefanie | Betty                | Samantha       | Nathalie | Aminata  | Nancy    |          |          |          |  |  |  |  |  |
| 9  | Ina       | Emma      | Stefanie             | Sarah                                 | Sainabou | Simona   | Karlin                       | Stefanie | Nathalie | Nancy Samantha Sarah | Betty Nathalie | Anna     |          |          |          |          |          |  |  |  |  |  |
| 10 | Karlin    | Laura K.  | Sarah                | Jolina                                | Karlin   | Nathalie | Samantha                     | Nathalie | Sarah    | Nancy Samantha Sarah | Betty Nathalie | Samantha |          |          |          |          |          |  |  |  |  |  |
| 11 | Sarah     | Jana      | Betty                | Betty                                 | Nathalie | Stefanie | Lisa G.                      | Sarah    | Karlin   | Nancy Samantha Sarah | Sarah          |          |          |          |          |          |          |  |  |  |  |  |
| 12 | Samantha  | Samantha  | Ivana                | Anna                                  | Aminata  | Ivana    | Nancy                        | Aminata  | Lisa G.  |                      |                |          |          |          |          |          |          |  |  |  |  |  |
| 13 | Jill      | Ivana     | Nancy                | Simona                                | Nancy    | Sainabou | Sarah                        | Sainabou |          |                      |                |          |          |          |          |          |          |  |  |  |  |  |
| 14 | Lisa G.   | Anna      | Sainabou             | Karlin                                | Jolina   | Lisa G.  | Jana                         |          |          |                      |                |          |          |          |          |          |          |  |  |  |  |  |
| 15 | Emma      | Antonia   | Jana                 | Stefanie                              | Sarah    | Samantha | Simona                       |          |          |                      |                |          |          |          |          |          |          |  |  |  |  |  |
| 16 | Jana      | Aminata   | Anna                 | Jana                                  | Stefanie | Antonia  |                              |          |          |                      |                |          |          |          |          |          |          |  |  |  |  |  |
| 17 | Jolina    | Karlin    | Lisa G.              | Emma                                  | Emma     |          |                              |          |          |                      |                |          |          |          |          |          |          |  |  |  |  |  |
| 18 | Laura H.  | Betty     | Laura K.             | Laura K.                              |          |          |                              |          |          |                      |                |          |          |          |          |          |          |  |  |  |  |  |
| 19 | Sainabou  | Sarah     | Franziska            |                                       |          |          |                              |          |          |                      |                |          |          |          |          |          |          |  |  |  |  |  |
| 20 | Stefanie  | Franziska | Fata                 |                                       |          |          |                              |          |          |                      |                |          |          |          |          |          |          |  |  |  |  |  |
| 21 | Laura K.  | Fata      | Ina Laura H. Pauline |                                       |          |          |                              |          |          |                      |                |          |          |          |          |          |          |  |  |  |  |  |
| 22 | Lisa S.   | Ina       | Ina Laura H. Pauline |                                       |          |          |                              |          |          |                      |                |          |          |          |          |          |          |  |  |  |  |  |
| 23 | Fata      | Laura H.  | Ina Laura H. Pauline |                                       |          |          |                              |          |          |                      |                |          |          |          |          |          |          |  |  |  |  |  |
| 24 | Pauline   | Lisa S.   |                      |                                       |          |          |                              |          |          |                      |                |          |          |          |          |          |          |  |  |  |  |  |
| 25 | Nathalie  | Jill      |                      |                                       |          |          |                              |          |          |                      |                |          |          |          |          |          |          |  |  |  |  |  |

     Thí sinh được miễn loại
     Thí sinh bị loại
     Thí sinh ban đầu bị loại nhưng được cứu
     Thí sinh dừng cuộc thi
     Thí sinh không bị loại khi rơi vào cuối bảng
     Thí sinh chiến thắng cuộc thi
- Thứ tự gọi tên chỉ lần lượt từng người an toàn
- Trong tập 2, Ina, Laura H. & Pauline dừng cuộc thi vì lý do cá nhân còn Fata buộc phải dừng cuộc thi sau khi không nhận được visa cho chuyến bay tới Los Angeles.
- Trong tập 9, Nancy, Samantha và Sarah rơi vào cuối bảng nhưng không ai trong số họ đã bị loại.
- Trong tập 10, Karlin tuy được chọn trong thử thách casting nhưng cô đã không được phép trở lại Los Angeles vì cô ấy không có visa. Do đó, cô không có mặt tại buổi loại trừ, nhưng cô đã được phép ở trong cuộc thi.
- Trong tập 11, Anna và Samantha rơi vào cuối bảng. Anna dừng cuộc thi, và Samantha cũng đã bị loại. Heidi tiết lộ rằng Anna sẽ ở lại nếu cô ấy đã không dừng cuộc thi.
- Trong tập 12, Karlin quay trở lại cuộc thi. Ngoài ra, trong tập này thì Aminata ban đầu bị loại nhưng cô đã được cứu bởi các giám khảo.

### Buổi chụp hình
- Tập 1: Ảnh chân dung vẻ đẹp ở bãi biển
- Tập 2: Tạo dáng trong vườn với trăn
- Tập 3: Ảnh thẻ người mẫu chuyên nghiệp; Lơ lửng với bóng bay trên đường tàu lượn cao tốc
- Tập 4: Video mở đầu chương trình
- Tập 5: Tạo dáng ở bãi biển với người mẫu nam theo cặp
- Tập 6: Hóa thân thành nam và nữ theo cặp; Tạo dáng với nhện và bị sơn bột kim tuyến
- Tập 7: Đánh nhau trong nhà hàng
- Tập 8: Người phụ nữ thổ dân châu Mỹ; video thời trang về nữ cao bồi
- Tập 9: Những kiểu khóc trong thời trang 1920
- Tập 10: Nhảy ra từ trực thăng trong đầm hạ hội sặc sỡ
- Tập 11: Gái điếm với xe trong trời mưa
- Tập 12: Tạo dáng với những đứa trẻ nô đùa
- Tập 13: Ảnh bìa tạp chí Cosmopolitan
- Tập 14: Phong cách trên thuyền chài bị đâm ở sao Hỏa
- Tập 15: Ngôi sao nhạc rock trên sân khấu